# Kirchlinteln
Kirchlinteln (plattdeutsch: Karklinteln, Kerklinteln oder Kerklinneln) ist eine Einheitsgemeinde im Landkreis Verden in Niedersachsen im Osten des Kreisgebietes.

## Geografie

### Geografische Lage
Kirchlinteln ist die flächenmäßig größte Gemeinde im Landkreis Verden und liegt im Dreieck der Großstädte Bremen, Hannover und Hamburg, circa 40 Kilometer östlich von Bremen. Die 17 Ortschaften der Gemeinde liegen in der Lintelner Geest und im südlich angrenzenden, Kleinbahnbezirk genannten Bereich bis zur Aller. Das Holtumer Moor gehört zur Wümmeniederung. Die Lintelner Geest als Teilgebiet der Achim-Verdener Geest und auch die Wümmeniederung sind Teilgebiete des Naturraumes Stader Geest.

### Nachbargemeinden
| Langwedel, Ahausen | Westerwalsede                               | Kirchwalsede |
| Verden (Aller)     | Kompassrose, die auf Nachbargemeinden zeigt | Visselhövede |
| Dörverden          | Häuslingen                                  | Walsrode     |

### Gemeindegliederung
| - Armsen - Bendingbostel - Brunsbrock, Ortsteile: - Klein-Linteln - Kohlenförde - Schmomühlen - Heins, Ortsteile: - Groß Heins - Klein Heins - Hohenaverbergen - Holtum (Geest), Ortsteile: - Heidkrug - Wedehof - Steinberg - Kirchlinteln, Ortsteil: - Deelsen - Kreepen und Brammer - Kükenmoor - Luttum - Neddenaverbergen, Ortsteil: - Lehringen | - Otersen, Ortsteile: - Otersen im Sande - Ludwigslust - Schafwinkel, Ortsteile: - Sankt Pauli - Odeweg - Gerkenhof - Sehlingen, Ortsteile: - Groß Sehlingen - Klein Sehlingen - Stemmen - Weitzmühlen - Wittlohe |

Diese Ortschaften besitzen jeweils einen Ortsvorsteher.

## Geschichte

### Ortsname, erste Erwähnung
Kirchlinteln
Der Name Lintlo für Kirchlinteln wird erstmals 1123 in einer Urkunde des Bischofs Thietmar II. von Verden erwähnt. Bis ins 20. Jahrhundert hinein nannte sich der Kernort noch amtlich Großlinteln.
Bendingbostel
Wurde als Bostellde 1320 im Güterregister des Bischofs Nikolaus von 1320 erwähnt.
Heins
Wurde als Berndeß-Heinße 1320 im Güterregister des Bischofs Nikolaus von 1320 erwähnt.
Hohenaverbergen
Der Name ergibt sich aus seiner Lage auf einem Hügel.
Holtum
Fand 935 erstmals in einer Urkunde von Heinrich I. Erwähnung.
Kreepen
Die erste urkundliche Erwähnung Cregenhob (vermutlich Kreepen) stammt aus dem Güterregister des Bischofs Nikolaus von 1320.
Kükenmoor
Führt seinen Namen auf von der Kük, den früheren Eigentümern dreier Hofstellen, zurück.
Schafwinkel
Wurde 1385 erstmals urkundlich erwähnt, der Ortsteil Odeweg 1144.
Weitzmühlen
Wurde auf Grund eines früheren getreideverarbeitenden Betriebes benannt.

### Vor- und Frühgeschichte
Archäologische Funde in der Gegend lassen auf Besiedlungen aus der Jungsteinzeit und der Bronzezeit schließen. Die Hügelgräber der Hügelgräber-Heide bei Kirchlinteln stammen aus der Bronzezeit, etwa aus der Zeit 2500 bis 1400 Jahre v. Chr.

### Mittelalter
Die meisten Ortschaften gehen auf Ansiedlungen aus dem Mittelalter zurück. Die ursprünglich romanische Kirche zu Wittlohe ist seit 1231 urkundlich erwähnt, ist aber wahrscheinlich älter. Die dem Heiligen Petrus gewidmete Kerke St. Petri to Lintloh – deren Turm von um 1200 noch steht – wurde erstmals 1385 in einer Urkunde des Verdener Bischofs Johann II. erwähnt.

### Neuzeit
Das Gebiet der heutigen Gemeinde Kirchlinteln war zunächst Teil des Bistums Verden, das nach dem Dreißigjährigen Krieg als weltliches Herzogtum zum schwedischen Gebiet Bremen-Verden gelangte. Nach kurzer dänischer Herrschaft wurde Kirchlinteln 1715 Teil des Kurfürstentums Braunschweig-Lüneburg, aus dem nach den napoleonischen Kriegen 1814 das Königreich Hannover wurde. Von 1866 wurde Hannover nach dem Deutschen Krieg von Preußen besetzt und blieb bis 1946 preußische Provinz. Einen Aufschwung als Zielort für den Fremdenverkehr und Ausflugstourismus erlebte Kirchlinteln mit dem Bau der Amerikalinie 1874.
Im Jahre 1945 wurde der Kernort Kirchlinteln durch hohen persönlichen Einsatz des hier lebenden, ursprünglich aus Hamburg stammenden Ehepaares Reh vor der Zerstörung im Rahmen von Kampfhandlungen zwischen britischen und deutschen Truppen bewahrt, indem sie Kontakt mit den vorrückenden britischen Soldaten aufnahmen.
1946 wurde Kirchlinteln Teil des wiedererrichteten Landes Hannover, das sich im selben Jahr mit Braunschweig, Schaumburg-Lippe und Oldenburg zum Land Niedersachsen vereinte. Nach dem Krieg siedelten sich viele Vertriebene aus Ostpreußen, Pommern, Schlesien, der Tschechoslowakei und Bessarabien auf dem Gebiet der heutigen Gemeinde an.
Mit der Zeit gewinnt Kirchlinteln durch seine verkehrsgünstige Lage an der Autobahn 27 und der damit verbundenen kurzen Fahrzeit nach Bremen und Hannover viele Neubürger, die im ländlichen Bereich wohnen wollen, andererseits jedoch auf kurze Pendelzeiten zu den benachbarten Großstädten Wert legen.

### Eingemeindungen
Im Rahmen einer Verwaltungsreform wurden am 1. Juli 1972 die Gemeinden Armsen, Bendingbostel, Brunsbrock, Heins, Hohenaverbergen, Holtum (Geest), Kirchlinteln, Kreepen, Kükenmoor, Luttum, Neddenaverbergen, Otersen, Schafwinkel, Sehlingen, Stemmen, Weitzmühlen und Wittlohe im östlichen Landkreis Verden zur Einheitsgemeinde Kirchlinteln zusammengelegt. Namensgebend war die größte Ortschaft Kirchlinteln, in der auch die wichtigsten Verwaltungsstellen ihren Sitz haben.

## Politik

### Gemeinderat
Der Gemeinderat der Gemeinde Kirchlinteln besteht aus 24 Ratsfrauen und Ratsherren (bis 2016: 26). 26 Ratsmitglieder ist die festgelegte Anzahl für eine Gemeinde mit einer Einwohnerzahl zwischen 10.001 und 11.000 Einwohnern; zum Stichtermin war die Einwohnerzahl der Gemeinde knapp unter 10.000 gerutscht. Die 24 Ratsmitglieder werden durch eine Kommunalwahl für jeweils fünf Jahre gewählt. Die aktuelle Amtszeit begann am 1. November 2021 und endet am 31. Oktober 2026.
Stimmberechtigt im Rat der Gemeinde ist außerdem der hauptamtliche Bürgermeister Arne Jacobs (CDU).
Die letzte Kommunalwahl vom 12. September 2021 ergab das folgende Ergebnis:
- CDU: elf Sitze
- SPD: sieben Sitze
- Grüne: drei Sitze
- Freie: drei Sitze (Einzelbewerber Seemann: ein Sitz, Freie Demokratische Partei: ein Sitz, Freie Wähler: ein Sitz)

Die Fraktionen SPD, Grüne und Freie haben sich zur Gruppe SPD, Grüne, Freie zusammengeschlossen, die mit 13 Sitzen über die absolute Mehrheit im Gemeinderat verfügt.

### Bürgermeister
Hauptamtlicher Bürgermeister der Gemeinde Kirchlinteln ist seit dem 1. November 2021 der aus der Ortschaft Holtum (Geest) stammende Arne Jacobs (CDU). Sein Vorgänger Wolfgang Rodewald war bei der Kommunalwahl 2021 nicht erneut angetreten.

### Wappen
Blasonierung: „Gespalten von Rot und Gold, vorn ein durchgehendes geschliffenes silbernes lateinisches Hochkreuz, hinten ein radloser, blauer Pflug.“

### Flagge
Die Farben der Flagge sind Rot-Gold-Rot, belegt mit dem Wappen.

### Partnergemeinde
- Letovice, Tschechien, seit dem 5. Mai 2003. Diese Partnerschaft umfasst auch eine Schulpartnerschaft.

## Kultur und Sehenswürdigkeiten

### Museen
- Museumseisenbahn Verden – Kirchlinteln-Stemmen

### Bauwerke
siehe auch: Liste der Baudenkmale in Kirchlinteln

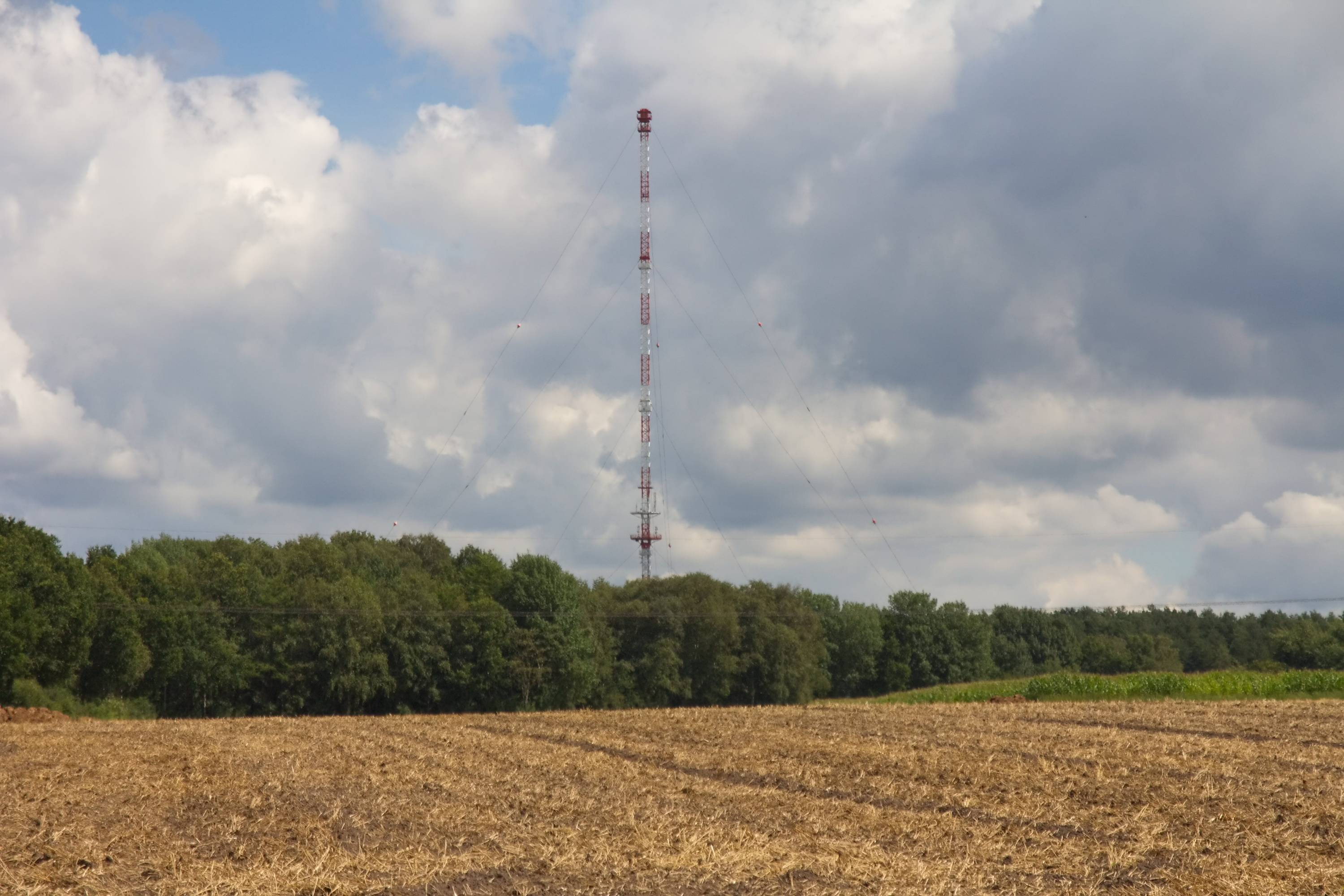
Sender Verden in Kirchlinteln

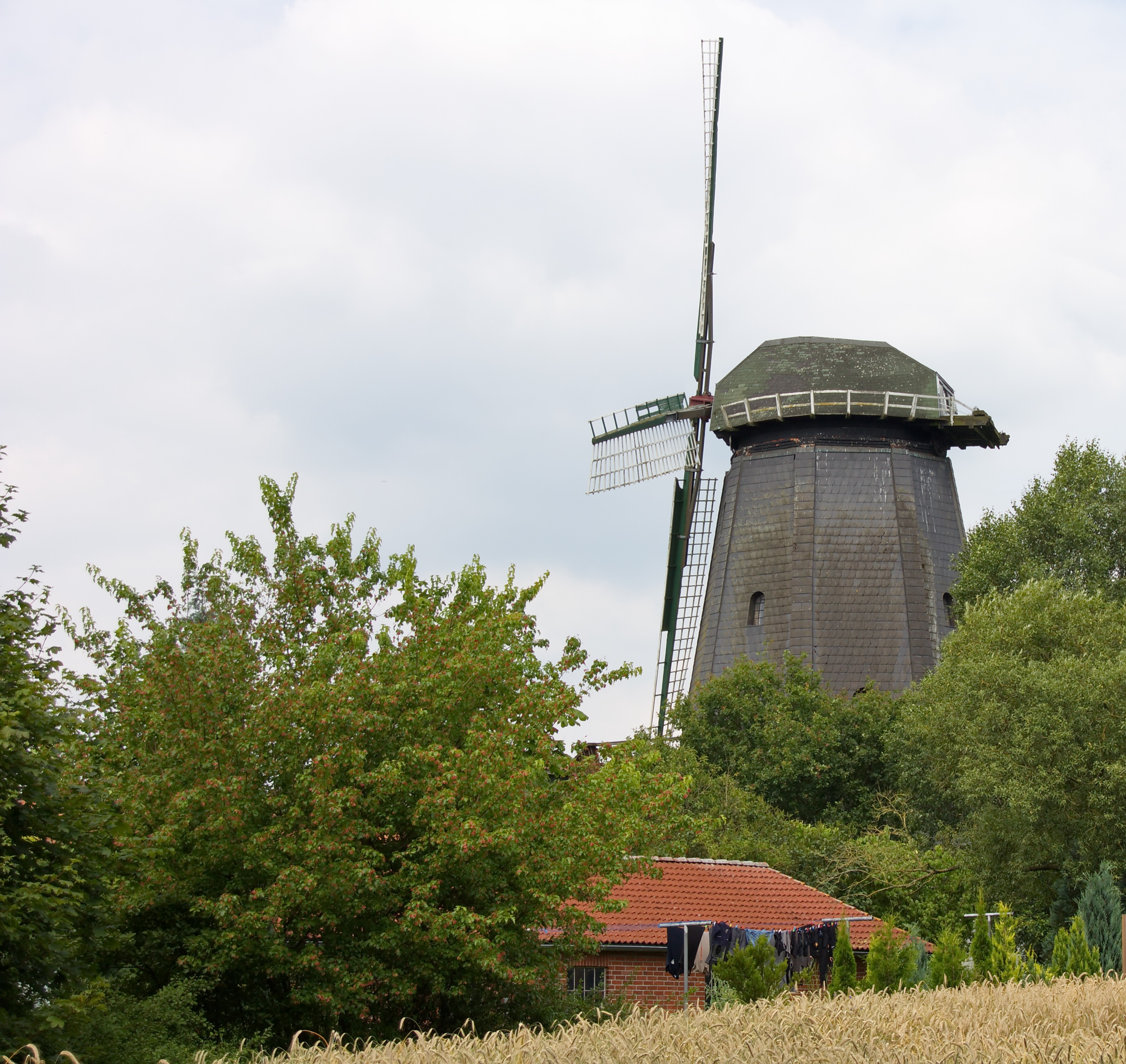
Windmühle in Holtum Geest (Kirchlinteln)

- Kirche St. Petri in Kirchlinteln (Zentralort) von 1798, Turm aus dem 12. Jahrhundert
- Räuberhaus des Märchens der Bremer Stadtmusikanten[5]
- Kirche St. Jakobi von 1894 in Wittlohe
- Capitelhaus zu Wittlohe
- Kirche in Brunsbrock (Selbständige Evang.-Lutherische Kirche)
- Holländerwindmühlen in Schmomühlen (Kulturzentrum Müllerhaus) und Holtum (Geest)
- alter Ortskern im Zentralort Kirchlinteln mit Häusern z. T. aus dem 18. Jahrhundert und alten Kornspeichern
- altes Feuerwehrhaus im Zentralort Kirchlinteln
- Allerfähre in Otersen (Sommersaison, Fahrradtransport)
- Lindhoopdenkmal
- 202 Meter hoher Sendemast der Deutschen Funkturm zwischen Luttum und Weitzmühlen, bei 52°54'34" nördlicher Breite und 9°18'21" östlicher Länge (Sender Verden)
- 134 Meter hoher Fernmeldeturm der Deutschen Funkturm in Stahlbetonbauweise bei Holtum-Geest (52°59'53" nördlicher Breite und 9°16'13" östlicher Länge)

### Naturdenkmäler
- Ausgedehnte Heide- und Geestflächen in der Lintelner Geest.
- Hügelgräberheide bei der Kernortschaft Kirchlinteln
- Hohlwege in der Hügelgräberheide
- Brammer See
- Historische Straße, einspurige Eichenallee (Kreisstraße 12) mit Kopfsteinpflaster zwischen dem Zentralort Kirchlinteln und Kükenmoor

### Regelmäßige Veranstaltungen
Jährlich am dritten Septemberwochenende findet in Kirchlinteln der „Lintler Rübenmarkt“ statt, ein Traditionsfest, das erstmals 1660 stattfand.
Am ersten Adventswochenende hat sich seit einigen Jahren „Der Andere Weihnachtsmarkt“ rund um die Kirchlintelner St.-Petri-Kirche etabliert.

## Religionen
Die meisten konfessionell gebundenen Einwohner gehören der evangelisch-lutherischen Kirche an. Im Kernort Kirchlinteln befindet sich die St. Petri-Kirche, in der Ortschaft Wittlohe die St. Jakobi-Kirche. In der Ortschaft Brunsbrock hat die St. Matthäus-Gemeinde der Selbständigen Evangelisch-Lutherischen Kirche (SELK) ihren Sitz. In der Gemeinde Kirchlinteln lebende Angehörige der römisch-katholischen Kirche gehören zur Propsteigemeinde in Verden. Daneben leben Zeugen Jehovas, orthodoxe Christen, Baptisten, Angehörige von Freikirchen und Angehörige des Islam in Kirchlinteln. Diese sind zumeist in der Kreisstadt Verden organisiert. In Bendingbostel besteht eine Gemeinde der Christadelphians.

## Wirtschaft und Verkehr

### Unternehmen
Die Landwirtschaft spielt eine bedeutende Rolle in den Dörfern der Gemeinde Kirchlinteln. Neben dem örtlichen Handwerk gibt es einige Betriebe im Fahrzeug- und Maschinenbau sowie im Speditionsgewerbe. In Kirchlinteln gibt es Geschäftsstellen der Volksbank Aller-Weser eG und der Kreissparkasse Verden.

### Tourismus
Kirchlinteln ist Ziel für ländlichen Tourismus, Campingtourismus und Fahrradtourismus, beispielsweise auf einem Radfernweg, der sich den Bremer Stadtmusikanten widmet. In Verdenermoor soll sich die Katze und in Ramelsen der Hahn den anderen „Bremer Stadtmusikanten“ angeschlossen haben. Ein Radfernweg verbindet alle vier Stätten, an denen die vier Tiere gelebt haben sollen, und das Räuberhaus in Horst, das ebenfalls auf dem Gebiet der Gemeinde Kirchlinteln liegt. Dieser „Stadtmusikantenweg“ genannte Radweg wurde 2008 eingeweiht.
Zwischen Otersen und Westen (zu Dörverden) verkehrt im Sommer eine Fähre über die Aller für Fahrräder.
Kükenmoor ist Standort eines Campingplatzes. In den unterschiedlichen Ortschaften bestehen Restaurants unterschiedlicher Preiskategorie und Ausrichtung.

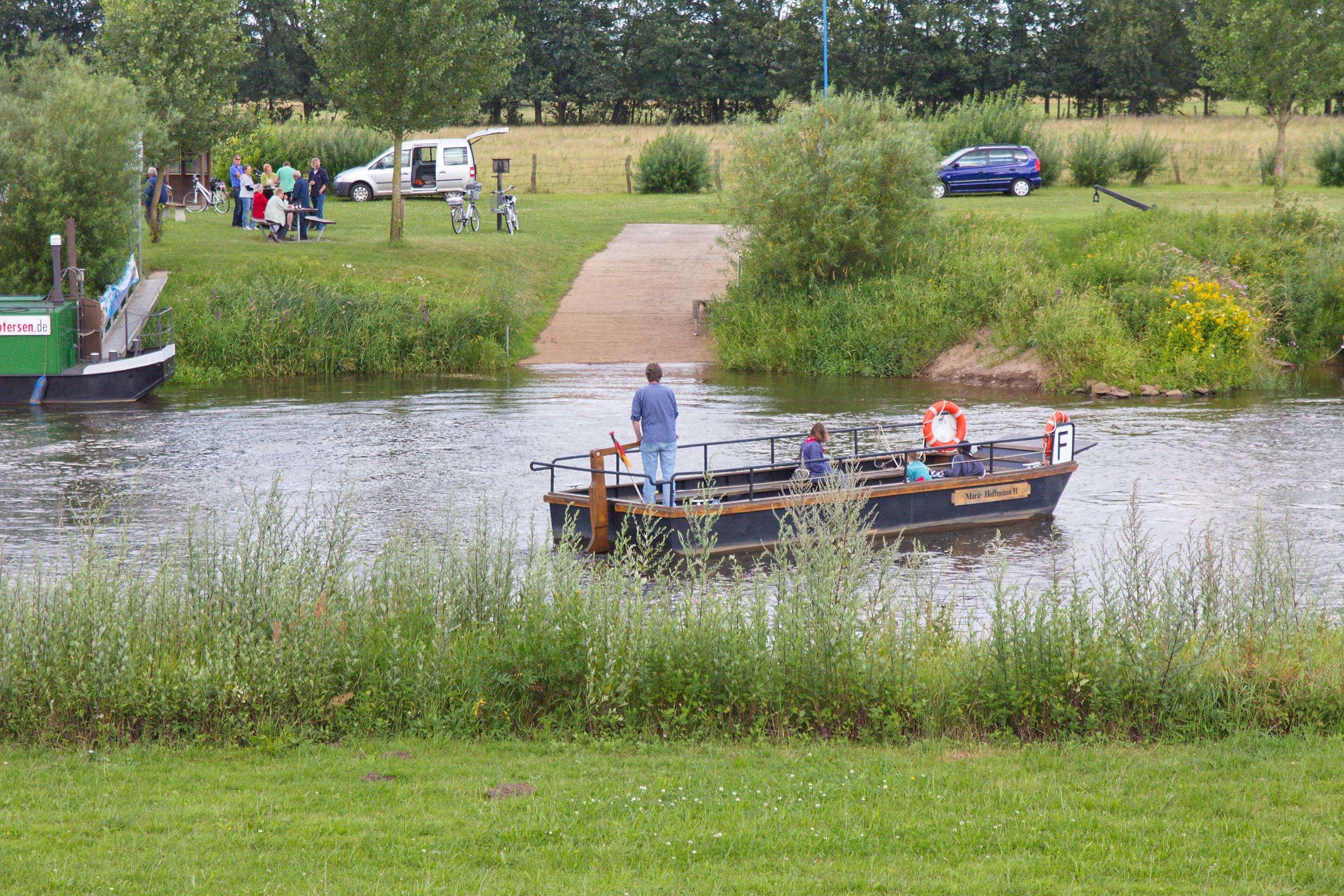
Blick auf die Allerfähren vor Otersen

### Verkehr

#### Straßenverkehr
Die Gemeinde Kirchlinteln liegt an der A 27 Bremen–Walsrode. Die Anschlussstelle Verden-Ost liegt zwar auf dem Gebiet der Stadt Verden (Aller), ist von Kirchlinteln aus in ca. 3 km Entfernung jedoch sehr schnell zu erreichen. Die Landesstraße 171 (Verden–Schneverdingen) durchquert das Gemeindegebiet von West nach Ost und bindet die Ortschaften in der Lintler Geest an. Im Süden des Gemeindegebietes werden Ortschaften, die ehemals an der Kleinbahnstrecke der Bahnstrecke Verden (Aller)–Walsrode Nord lagen – im Volksmund auch häufig als "Kleinbahnbezirk" bezeichnet – durch die Landesstraßen 160 und 159 verbunden. In die an der Aller unmittelbar benachbarte Gemeinde Dörverden existiert keine direkte Straßenverbindung, sondern lediglich eine saisonal verkehrende touristische Fahrradfähre zwischen den Ortschaften Otersen und Westen. Der Straßenverkehr muss Umwege über Verden oder Rethem nutzen.

#### ÖPNV
Die Ortschaften der Gemeinde Kirchlinteln sind über Linienbusse an Verden (Aller) angeschlossen. An den Kreisgrenzen besteht an einzelnen Stellen Anschluss an Linienbusverbindungen nach Rotenburg (Wümme) und Walsrode. Innerhalb Kirchlintelns existiert ein Bürgerbussystem, das den Osten und den Süden der Gemeinde erschließt. Die Ortschaft Holtum (Geest) wird nicht angebunden.

#### Schienenverkehr
Im Bereich der Gemeinde verlaufen drei Eisenbahnstrecken mit unterschiedlicher Bedeutung.
Von West nach Ost durchquert die Bahnstrecke Uelzen–Langwedel das Gemeindegebiet. Neben dem Bahnhof in der Ortschaft Bendingbostel befand sich seit 1873 am nordwestlichen Ortsrand des Zentralortes der Bahnhof Kirchlinteln. Seit etwa 1912 war der Ort auch Sitz einer Bahnmeisterei. Die Bahn war damit über Jahrzehnte einer der größten Arbeitgeber. Nachdem der Verkehr seit den 1970er Jahren immer mehr zurückging, verließ der letzte Personenzug am 26. September 1987 Kirchlinteln; drei Jahre darauf wurde auch der letzte Güterverkehr eingestellt. Die restlichen technischen Anlagen, die von Langwedel aus gesteuert wurden, sind seit 2004 zurückgebaut; der Bahnhof seither endgültig entwidmet. Die Regional- und Güterzüge durchqueren somit das Gemeindegebiet heute ohne Halt. Die Wiedereinrichtung eines Haltepunktes in Kirchlinteln ist im Dezember 2026 vorgesehen.
Im Süden der Gemeinde gibt es seit 1911 die Bahnstrecke Verden (Aller)–Walsrode Nord, sogenannte Kleinbahnstrecke der Verden-Walsroder Eisenbahn, die heute in Stemmen endet. Sie wird nur noch gelegentlich für den Güterverkehr sowie als Museumseisenbahn genutzt. Im Nordwesten des Gemeindegebietes liegt seit 1928 die eingleisige, heute elektrifizierte Bahnstrecke Verden–Rotenburg (Weser-Aller-Bahn); in der Ortschaft Holtum (Geest) befindet sich ein Betriebsbahnhof, der für den Personenverkehr allerdings nicht mehr genutzt wird, sondern als Ausweichstelle von Verden aus ferngesteuert wird.
Die nächsten Bahnhöfe des Personenverkehrs befinden sich in Verden (Aller), Visselhövede, Langwedel und Rotenburg (Wümme).

## Infrastruktur

### Öffentliche Einrichtungen
- Rathaus in Kirchlinteln.
- Gemeinde- und Schulbücherei in Kirchlinteln.
- Freiwillige Feuerwehr Kirchlinteln mit 14 Standorten.

- Abwässer aus der Gemeinde Kirchlinteln werden in der Kläranlage in Verden aufbereitet.

### Soziale Einrichtungen
- Sieben Kindergärten bzw. Kindertagesstätten in Bendingbostel, Holtum (Geest), Kirchlinteln, Luttum, Neddenaverbergen und Otersen.
- Die Jugendräume der Gemeinde in Kirchlinteln werden von den Jugendlichen selbst verwaltet.
- Mehrgenerationenplatz in Hohenaverbergen.
- Waldspielplatz in Kirchlinteln und Erlebnisspielplatz "Moorkieker" in Kükenmoor.
- Pflegeheim Eichenhof.
- Im Kernort Kirchlinteln bestehen zwei Hausarztpraxen und zwei Zahnarztpraxen. Eine weitere Hausarztpraxis und eine Zahnarztpraxis befindet sich in der Ortschaft Luttum. Daneben gibt es in Kirchlinteln eine Apotheke und Praxen für Physiotherapie.
- Nächstgelegene Krankenhäuser sind in sechs Kilometern die Aller-Weser-Klinik in Verden, sowie in ca. 25 Kilometern die Aller-Weser-Klinik in Achim bei Bremen, das Agaplesion Diakonieklinikum Rotenburg und das Heidekreis-Klinikum in Walsrode. Im kassenärztlichen Notdienst wird Kirchlinteln von der im Verdener Krankenhaus angesiedelten Bereitschaftsdienstpraxis der kassenärztlichen Vereinigung betreut.
- In Schafwinkel befindet sich die Tragende Gemeinschaft, eine soziale Einrichtung zur Betreuung älterer Menschen und Behinderter.

### Bildung
- Lintler Geest-Schule in Bendingbostel, eine Grundschule.
- Grundschule Luttum in Luttum.
- Schule am Lindhoop in Kirchlinteln, bis 2012 eine Haupt- und Realschule als Ganztagsschule und ist seit 2012 eine Oberschule.
- Grundschüler aus der Ortschaft Holtum (Geest) besuchen üblicherweise die Grundschule in der zu Verden gehörenden Ortschaft Walle.